# Zameško
Zameško – wieś w Słowenii, w gminie Šentjernej. W 2018 roku liczyła 98 mieszkańców.